# Josep Masana i Fargas
Josep Masana i Fargas (Granollers, Vallès Oriental, 16 de maig de 1892 - Barcelona, 4 de gener de 1979) fou un fotògraf català, representant del pictorialisme.

## Biografia
Els seus pares treballaven el Casino i al Cafè nou de Granollers, però ell es va iniciar com a fotògraf professional. El seu primer estudi fotogràfic el va obrir a Granollers el 1914, per traslladar-se a Barcelona el 1918. El 1924 va instal·lar-se definitivament en un estudi a la ronda de Sant Pere. La seva afició pel cinema el va portar el 1935 a fundar el Cine Savoy del Passeig de Gràcia de Barcelona.
Se'l coneix per la qualitat dels seus retrats i pels seus nus artístics, així com per les seves fotografies de caràcter pictorialista. Va publicar fotografiies a les revistes Art de la Llum, La Actualidad i a Arte Fotográfico.
Es pot veure obra seva a la col·lecció permanent de fotografia del Museu Nacional d'Art de Catalunya.

## Premis i reconeixements
- 1929- Exposició Universal de Barcelona- Gran Premi i Medalla d'or